# Rüdiger Schultka
Rüdiger Schultka (* 10. Juli 1939 in Neukuhren, Samland; † 22. Januar 2025) war ein deutscher Anatom und Hochschullehrer.

## Leben
Schultka studierte bis 1963 Medizin an der Martin-Luther-Universität Halle-Wittenberg. Im Abschlussjahr wurde er mit Arbeit Morphologie und Topochemie der Flimmerzellen der menschlichen Tuba uterina während ihres Sekretionscyklus promoviert (Dr. med.). Ab 1966 war er im Institut für Anatomie der Halleschen Universität als Assistent tätig, 1969 erwarb er den Facharzt für Anatomie und 1974 die Lehrbefähigung. Das Promotion-B-Verfahren mit der Dissertation Morphologie und Altern der Tuba uterina, Untersuchungen zur Biomorphose der menschlichen Eileiterschleimhaut schloss er 1981 ab (Dr. sc. med.). Von 1985 bis 1987 war Schultka Dozent an der Friedrich-Schiller-Universität Jena. 1987 wurde er zum ordentlichen Professor für Anatomie an der Universität Halle berufen und leitete bis 1992 das Institut für Anatomie. Nachfolger als Direktor wurde Bernd Fischer. Schultka war anschließend Leiter des Makroskopisch-anatomischen Abteilung und der Prosektur des Instituts. 2004 trat er in den Ruhestand. Ab 1993 war er Leiter der Meckelschen Sammlung.
Schultka war verheiratet und Vater von drei Söhnen.

## Wirken
Rüdiger Schultka veröffentlichte zahlreiche Untersuchungen zur Schleimhaut des Eileiters (Tuba uterina). Daneben forscht er zur Geschichte der Anatomie in Halle, der Meckelschen Sammlung und der Medizinerfamilie Meckel. Von 2007 bis 2018 war er Vorsitzender des Fördervereins Meckelsche Sammlungen der Martin-Luther-Universität Halle-Wittenberg e.V.
2020 wurde Schultka mit dem Bundesverdienstkreuz am Bande ausgezeichnet.

## Schriften (Auswahl)
- Rüdiger Schultka, Luminita Göbbel: Die Hallesche Anatomie und ihre Sammlungen. 2. Auflage, Europa-Lehrmittel, 2007, ISBN 978-3-8085-6830-9.
- Rüdiger Schultka, Josef N. Neumann (Hrsg.) unter Mitarbeit von Susanne Weidemann: Anatomie und Anatomische Sammlungen im 18. Jahrhundert anlässlich der 250. Wiederkehr des Geburtstages von Philipp Friedrich Theodor Meckel (1755–1803). LIT Verlag, 2007, ISBN 978-3-8258-9755-0.
- Rüdiger Schultka (Autor), János Stekovics (Fotograf): Das vorzüglichste Cabinett – Die Meckelschen Sammlungen zu Halle (Saale): Geschichte, Zusammensetzung und ausgewählte Präparate der Anatomischen Lehr- und Forschungssammlungen. Stekovics, 2012, ISBN 978-3-89923-301-8.
- Luminita Göbbel, Rüdiger Schultka, Lennart Olsson: Collecting and dissecting nature: Meckel’s Zootomical Museum at the University of Halle, Germany. Annals of the History and Philosophy of Biology 12 (2007) 97–114. online